# Réserve naturelle nationale du coteau de Mesnil-Soleil
La réserve naturelle nationale du Coteau de Mesnil-Soleil (RNN55) est une réserve naturelle nationale de la région Normandie. Classée en 1981, elle occupe une surface de 25 ha et protège un coteau calcaire remarquable pour ses pelouses sèches.

## Localisation

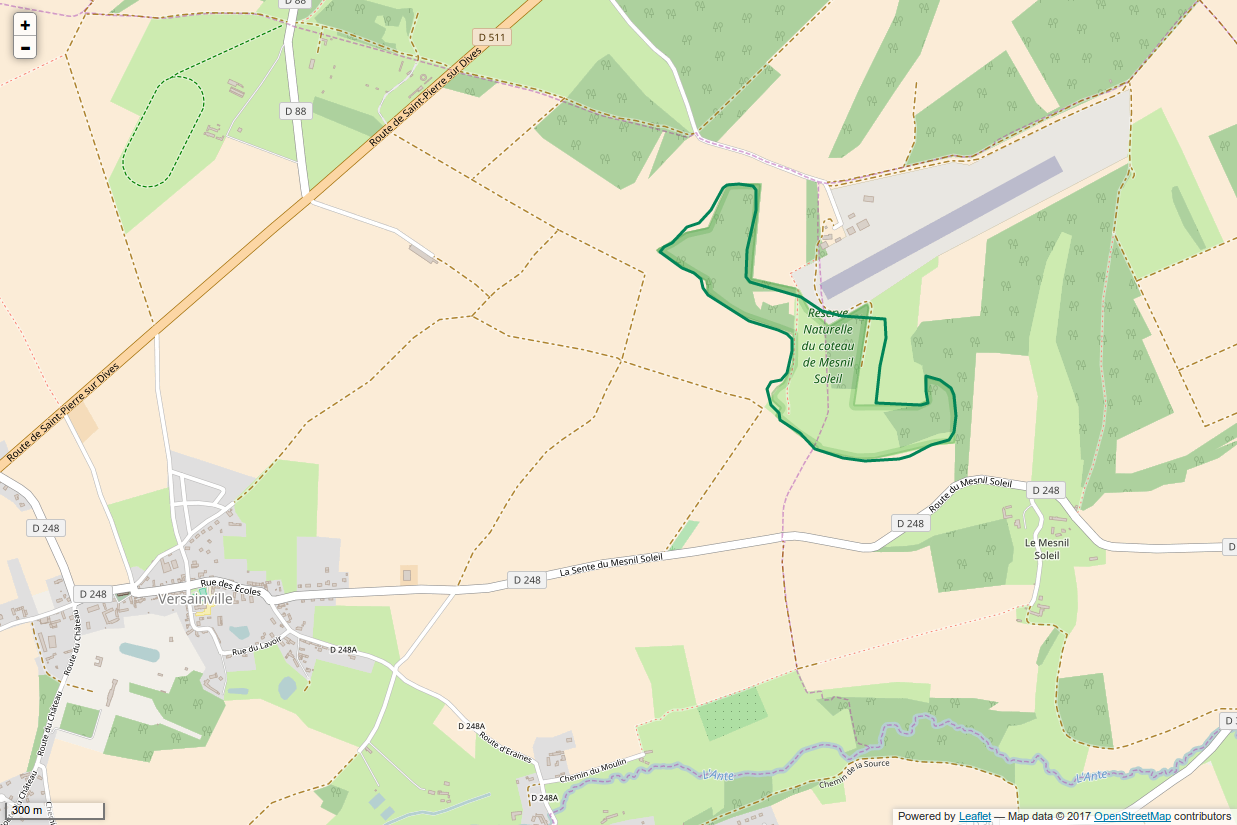
Périmètre de la réserve naturelle.

Non loin de Falaise et à 30 km au sud de Caen, le territoire de la réserve naturelle concerne les communes de Damblainville, Versainville dans le Calvados. Il s'étend sur 25 ha entre ces deux communes près du lieu-dit Mesnil-Soleil.

## Écologie (biodiversité, intérêt écopaysager…)

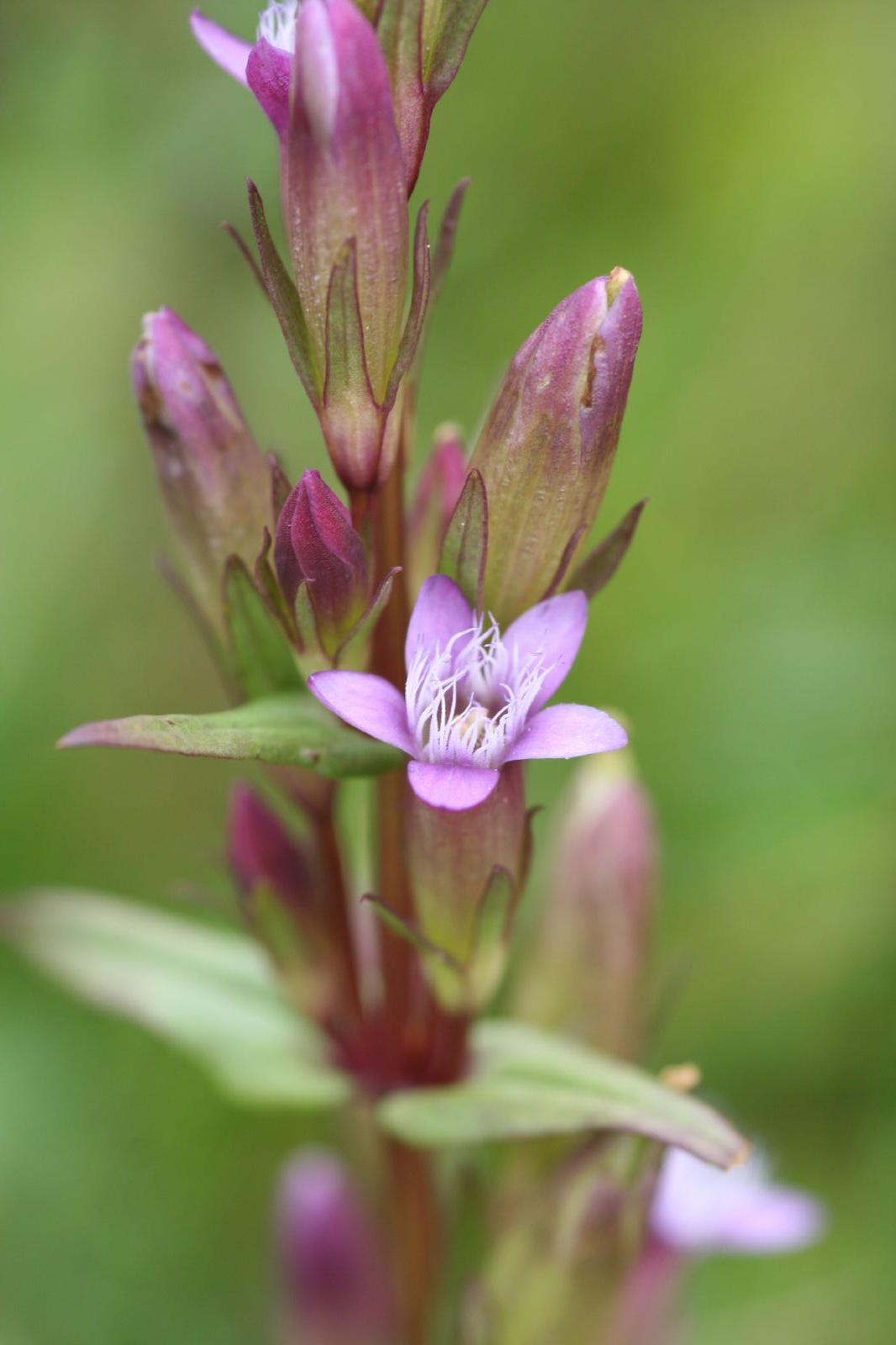
Gentiane amère.

## Intérêt touristique et pédagogique

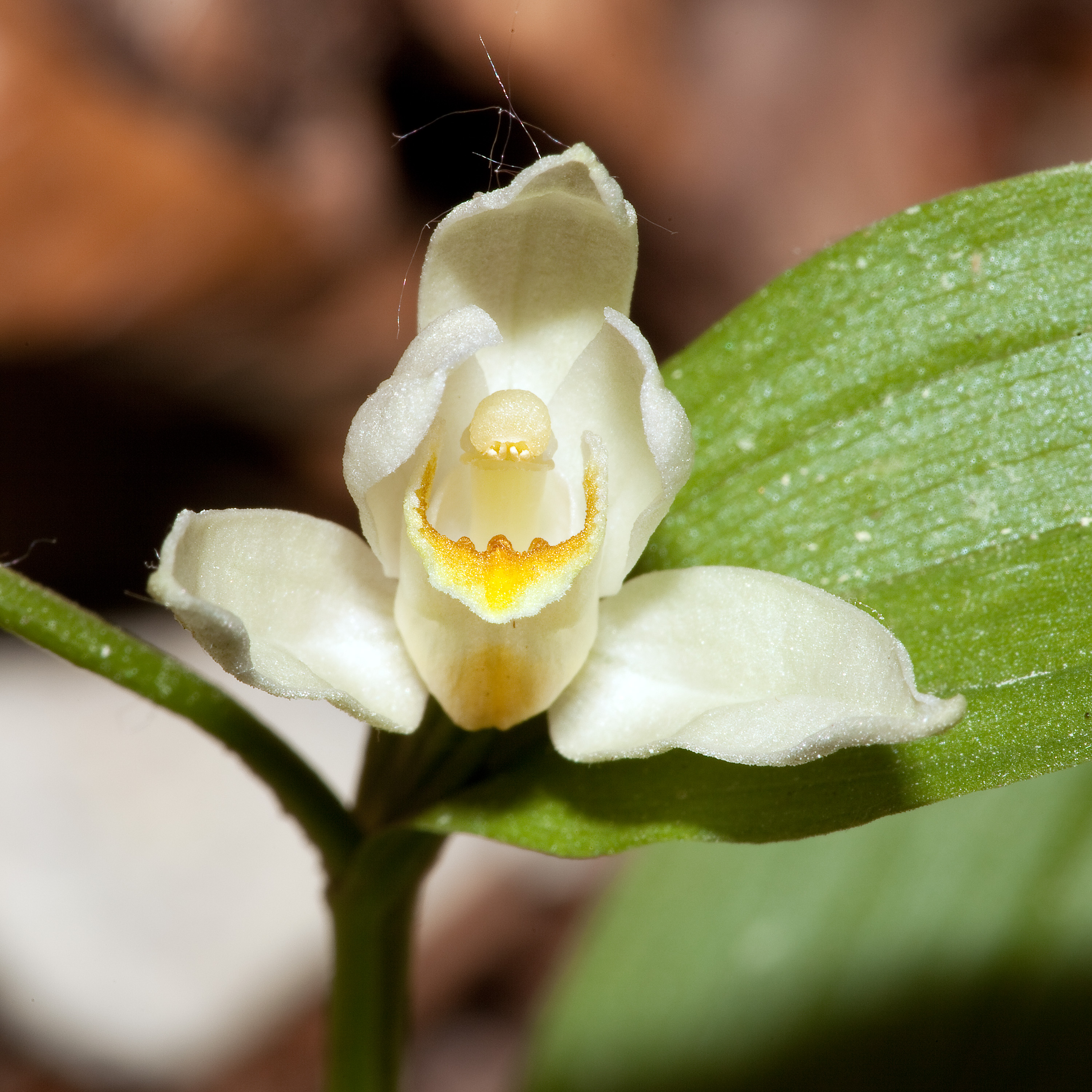
Céphalanthère pâle.

Un programme d'ouverture au public et d'animation sous forme de visites guidées de découverte du milieu aux mois de mai et juin, permet à tous d'apprécier la valeur écologique du coteau.

## Administration, plan de gestion, règlement
La réserve naturelle est gérée par le Conservatoire d'espaces naturels de Basse-Normandie et le Conseil général du Calvados.

### Outils et statut juridique
La réserve naturelle a été créée par un décret du 28 août 1981.

## Statut connexe
Le site est classé zone naturelle d'intérêt écologique, faunistique et floristique de type I, sous le no 250006471.